# Maiden Castle
Maiden Castle är en kulle i Antarktis. Den ligger i Östantarktis. Australien gör anspråk på området. Toppen på Maiden Castle är 1 796 meter över havet.
Terrängen runt Maiden Castle är kuperad söderut, men norrut är den platt. Trakten är glest befolkad. Närmaste befolkade plats är Odell Glacier Station, 4,8 kilometer nordost om Maiden Castle. 